# Moré (langue de Bolivie)
Ne doit pas être confondu avec Moré (langue du Burkina Faso).
Pour les articles homonymes, voir More.
Le moré (ou more, itene, iteneo, itenez) est une langue amérindienne de la famille des langues chapakura parlée en Amazonie bolivienne.

## Localisation
Le moré est parlé principalement dans le centre-nord du département de Beni, près de la confluence des rivières Mamoré et Guaporé.

## Locuteurs
Selon Geralda Angenot - de Lima, la langue ne compte que 76 locuteurs, dont seulement 21 ont une connaissance active de la langue.
Selon Crevels en 2007, il y a 75 locuteurs en Bolivie et un total de 87 dans le monde, la population ethnique étant de 200 individus.

## Dialecte
Il existe le dialecte de la tribu des Itoreauhip.